# Tangamandapio
Tangamandapio è una municipalità dello stato di Michoacán, nel Messico centrale, il cui capoluogo è la località di Santiago Tangamandapio.
La municipalità conta 27.822 abitanti (2010) e ha un'estensione di 315,50 km².   	
Il significato del nome della località è tronco marcio che si mantiene in piedi.